# Sergio Dubcovsky
Sergio Dubcovsky (nacido el 2 de junio en 1967, Buenos Aires, Argentina) es un escritor, periodista, productor y guionista argentino.
Atraído por la literatura y el cine, estudió periodismo y se recibió de licenciado en Comunicación Social en la Universidad de Buenos Aires. Se desempeñó como profesor en varias universidades y participó del proyecto Educación a Distancia UBA XXI. 
Como periodista, además de participar en el diario deportivo Olé, ejerció en otros medios gráficos desde 1987: El Cronista, El Observador, Clarín y en la actualidad es prosecretario de redacción del diario Olé. También, entre 1990 y 1991 condujo su propio ciclo radial sobre poesía, Calcomanías para la siesta, por Radio Municipal. A su vez, hizo trabajos de edición para Editorial Planeta. Entre sus libros más destacados se hallan Las cenizas (2007), Mayo (aún inédita) y Secretos de amor. Por otra parte, colaboró con otros autores en otras publicaciones como Las cosas que hay que oír, en compañía de Raúl Tarufetti y Miguel Frías, y Kadish para el barrio de Once, junto a Santiago Dubcovsky. Tiene un hermano mellizo, Diego Dubcovsky, socio de Daniel Burman en la productora que ambos montaron.
En 2005 publicó la novela Villa Laura, que luego, en 2010, sería la obra literaria en la cual se basó la película Dos hermanos, de Daniel Burman y con la protagonización de Graciela Borges y Antonio Gasalla. Ahí, ejerció como productor y guionista en compañía del propio Burman. Antes del estreno del filme, hizo otra versión de su novela y bajo la editorial Sudamericana republicó el libro bajo el mismo título que su versión cinematográfica.

## Filmografía
Guionista
- El misterio de la felicidad (2014)